# Kleiner Bornhorster See
Der Kleine Bornhorster See ist ein Baggersee im östlichen Stadtgebiet von Oldenburg (Oldenburg) unweit der Grenze zum Landkreis Wesermarsch, die nur rund 500 Meter nordöstlich verläuft. Er liegt jedoch bereits außerhalb der dichteren großstädtischen Bebauung Oldenburgs. Der See liegt nahe der kleinen Ortschaft Groß Bornhorst und dem Oldenburger Stadtteil Etzhorn, beide westlich des Gewässers. Drei Kilometer südlich von ihm fließt die Hunte.

## Beschreibung
Die Wasserfläche des Kleinen Bornhorster Sees beträgt 20 Hektar und sein Umfang rund zwei Kilometer. Er ist damit einer der größeren Seen im Stadtgebiet von Oldenburg und des Oldenburger Umlandes. Er ist von beinahe kreisrunder Gestalt und misst in Nord-Süd-Richtung knapp 500 Meter, Ost- und Westufer liegen bis zu 600 Meter auseinander. Im Norden ragt eine kleine Halbinsel in den See hinein und bildet dadurch eine Art Seewinkel. Der See liegt 0 Meter über NN, also auf Meeresspiegelniveau. Am Westufer gibt es einen rund 150 Meter langen und bis zu 40 Meter breiten Sandstrand und viele Liegeflächen. Der Kleine Bornhorster See ist ein offizieller Badesee, der von der DLRG überwacht wird.
400 Meter südlich von ihm liegt der mehr als doppelt so große Große Bornhorster See. Zwischen dem Kleinen Bornhorster See und Groß Bornhorst bzw. Etzhorn verläuft die Bundesautobahn 29 in knapp 200 Metern Abstand zum Westufer. Dem Schnellstraßenring um Oldenburg verdankt der See seine Entstehung: Das Erdreich, das dem See entnommen wurde, wurde für die Aufschüttung der Rampe zur Huntehochbrücke sowie der Dämme der A 293 und der Nordtangente benötigt.
Der Kleine Bornhorster See liegt im tiefliegenden Marschland im Landschaftsschutzgebiet „Oldenburg-Rasteder Geestrand“. Am Kleinen Bornhorster See brüten Haubentaucher und andere Wasservögel. Besonders herausragend ist das Gebiet wegen seiner großen Dichte an Brutpaaren der Nachtigall. Der NABU organisiert ein dauerhaftes Monitoring der Brut- und Rastvögel im Gebiet des Sees.
Der Bereich östlich des Sees besteht aus (alt)marschtypischem Dauergrünland, dehnt sich über fünf Kilometer nach Osten aus und steht als Bornhorster Huntewiesen zum großen Teil unter Naturschutz.
Im Westen, bereits 150 Meter vom Seeufer und dann weiter jenseits der Autobahn, steigt das Land zur Oldenburger Geest an, sodass Groß und Klein Bornhorst bereits 12 bis 15 Meter ü. NN liegen. Nordwestlich des Sees liegen beiderseits der Autobahn zwei Waldgebiete von zusammen 10 Hektar Fläche.
Im Gegensatz zum Großen Bornhorster See besitzt der Kleine Bornhorster See zwei (wenn auch kleine) Inseln. Die größere rund 2.000 m² große Insel liegt am Nordufer in einem Seewinkel, die winzige Insel am Südufer ist nur rund 100 m² groß. Beide Inseln verfügen über einen geschlossenen Baumbewuchs.

## Bildergalerie

Lage des Kleinen Bornhorster Sees im Stadtgebiet von Oldenburg
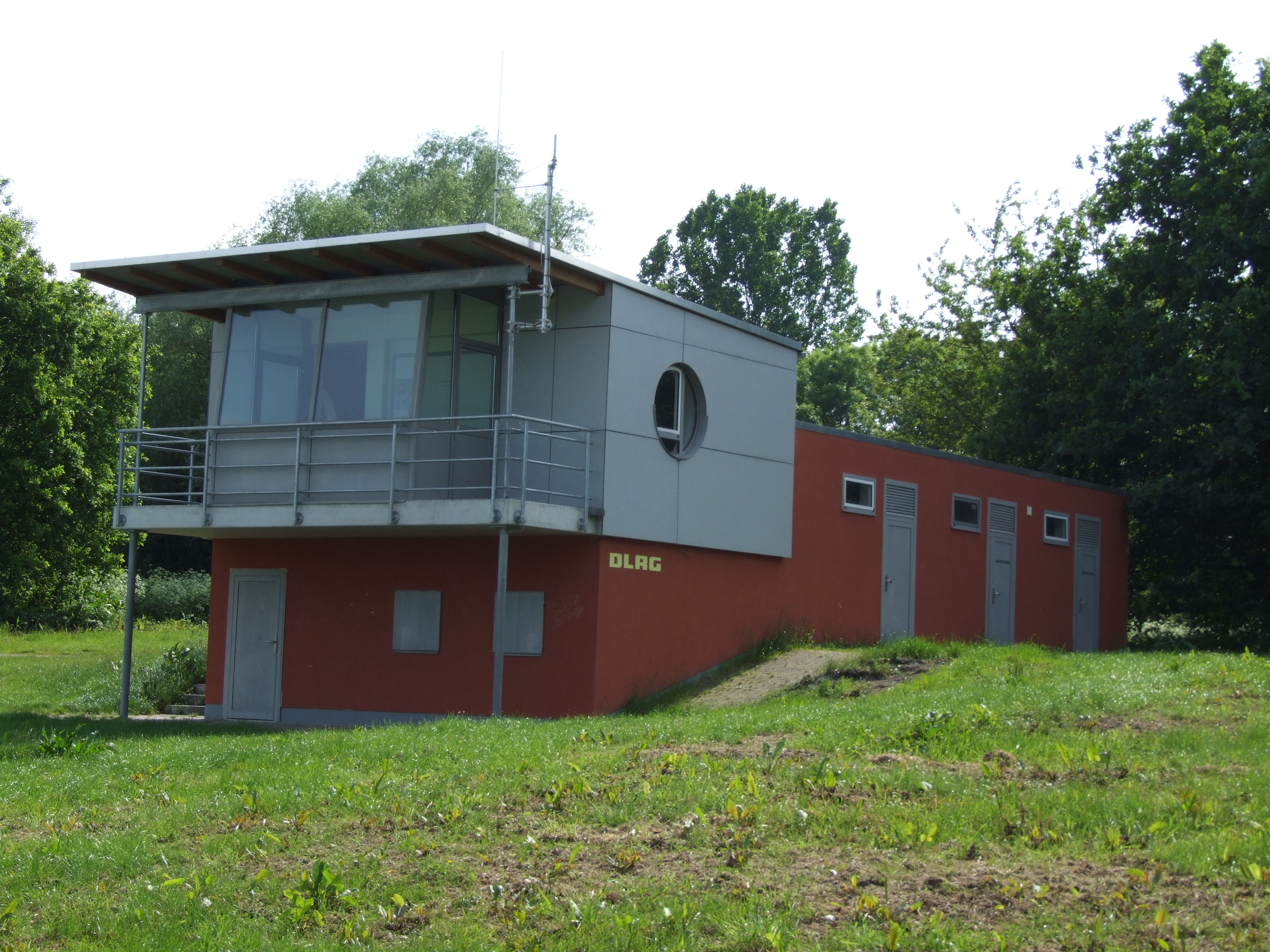
DLRG-Wachstation am Kleinen Bornhorster See
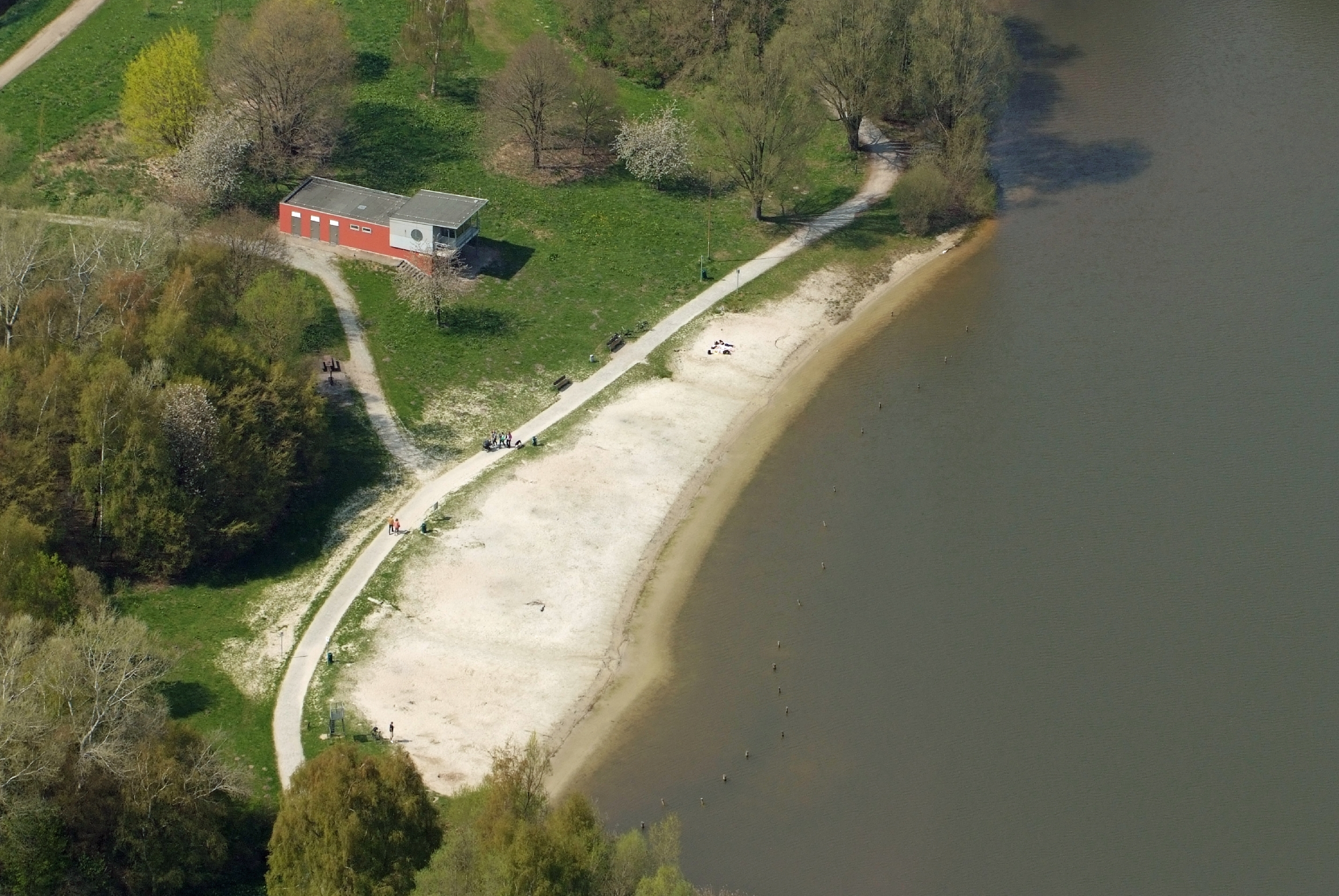
Luftaufnahme des Badestrandes mit DLRG-Station
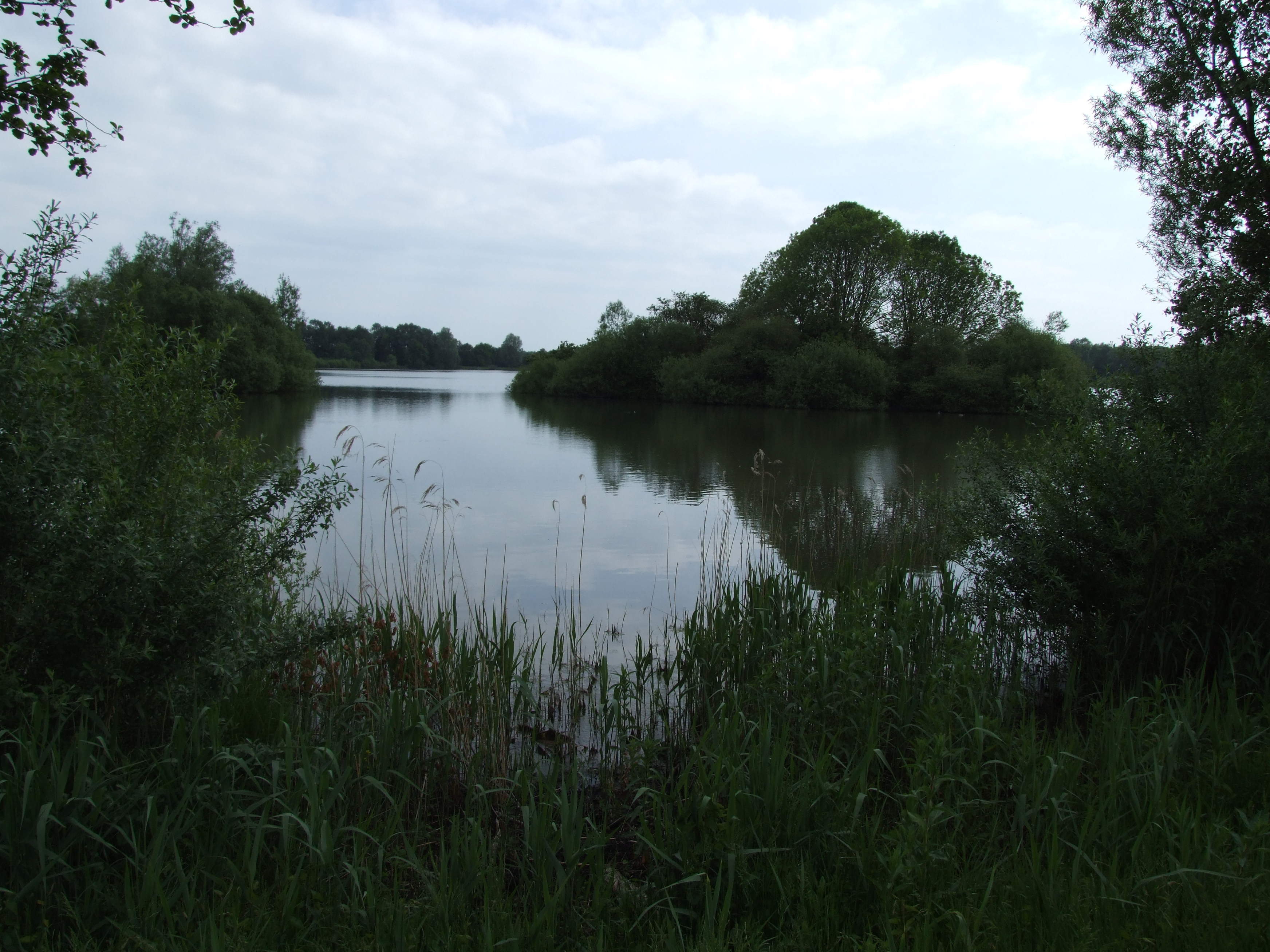
Blick vom Uferrundweg auf den See mit Insel